# USS Cowpens (CVL-25)
USS Cowpens (CVL-25) byla lehká letadlová loď Námořnictva Spojených států, která působila ve službě v letech 1943–1947. Jednalo se o čtvrtou jednotku třídy Independence.
Loď byla objednána jako lehký křižník třídy Cleveland USS Huntington (CL-77). Její stavba byla zahájena 17. listopadu 1941 v loděnici New York Naval Shipyard v New Yorku, v březnu 1942 však došlo ke změně objednávky a z budoucího křižníku Huntington se stala letadlová loď Cowpens s označením CV-25. K jejímu spuštění na vodu došlo 17. ledna 1943, do služby byla zařazena 28. května 1943 a v červenci toho roku byla překlasifikována na lehkou letadlovou loď CVL-25. V letech 1943–1945 se zúčastnila operací druhé světové války v Tichém oceánu, včetně bitvy ve Filipínském moři. Krátce po skončení války byla 13. ledna 1947 vyřazena a odstavena do rezerv. V květnu 1959 byla mezitím překlasifikována na pomocný letadlový transport AVT-1, ovšem již v listopadu téhož roku byla vyškrtnuta z rejstříku námořních plavidel a roku 1960 byla odprodána do šrotu.